# Correspondance (Maupassant)
Correspondance est une nouvelle de Guy de Maupassant, parue en 1882.

## Historique
Correspondance est initialement publiée dans la revue Gil Blas du 30 août 1882, sous le pseudonyme Maufrigneuse, puis dans le recueil posthume Le Père Milon en 1899.  
Deux femmes de la haute société échangent leurs impressions sur les hommes.

## Résumé
Berthe de X… écrit à sa tante Geneviève de Z…depuis Étretat. 
Elle se plaint de la goujaterie, de la grossièreté et de l’impolitesse des hommes. De retour de la chasse, aux bains de mer, dans le train, à l’hôtel, ils se comportent mal et cela heurte sa sensibilité. Hier, par exemple, sur la plage, elle a dû se déplacer pour ne plus entendre les histoires graveleuses que deux hommes se racontaient. Étretat est aussi le pays des cancans, véhiculés par de vieilles femmes. Enfin, elle décrit un jeune homme d’aspect doux et fin, qu’elle a vu hier sur la place. Il n’a pas levé les yeux une fois sur elle, elle en a été choquée, elle s’est renseigné : c’est le poète Sully Prudhomme. Elle va essayer qu’il lui soit présenté.
Geneviève de Z… répond à sa nièce Berthe de X… pour lui dire qu’elle a tort. 
Quand elle avait l’âge de sa nièce, elle pensait la même chose, mais depuis elle a abandonné la coquetterie et trouve les femmes encore plus grossières et impolis entre femmes, dans la rue, au restaurant. D’ailleurs, elle refuse à sa nièce de venir la voir pour l’ouverture de la chasse, elle doit laisser les hommes tranquilles en ce jour spécial.  

## Extraits
- « Le potin est un signe de race des petites gens et des petits esprits. Il est aussi la consolation des femmes qui ne sont plus aimées ni courtisées. »
- « Les Anglais semblent avoir été élevés par des valets d’écurie, tant ils prennent soin de ne se gêner en rien et de toujours gêner leurs voisins. »

## Éditions
- Correspondance, dans Maupassant, Contes et Nouvelles, texte établi et annoté par Louis Forestier, éditions Gallimard, Bibliothèque de la Pléiade, 1974  (ISBN 978 2 07 010805 3).